# Pasilobus bufoninus
Pasilobus bufoninus is een spinnensoort in de taxonomische indeling van de wielwebspinnen (Araneidae).
Het dier behoort tot het geslacht Pasilobus. De wetenschappelijke naam van de soort werd voor het eerst geldig gepubliceerd in 1867 door Eugène Simon.